# Jack B. Farris

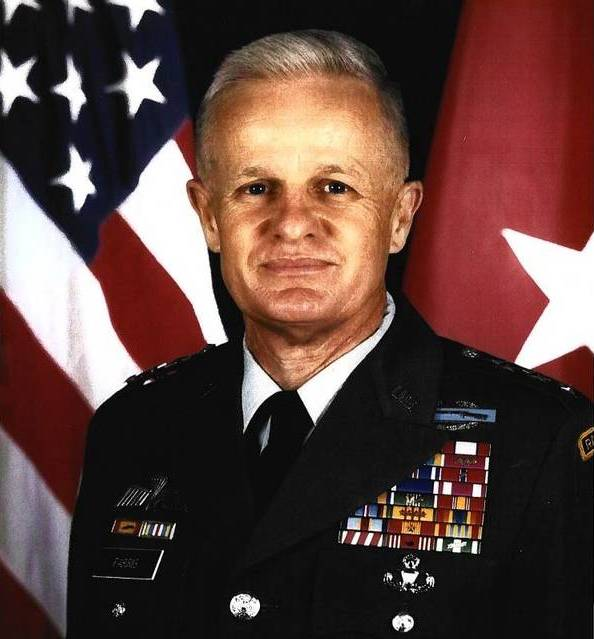
Jack B. Farris

Jack Brodie Farris (* 5. Dezember 1935 in Charlotte, North Carolina; † 14. Dezember 2019 ebenda) war ein Generalleutnant der United States Army. Er war unter anderem Kommandeur der 2. Infanteriedivision.

## Leben
Jack Farris besuchte die öffentlichen Schulen seiner Heimat einschließlich der High School. Über das ROTC-Programm des Militärcolleges The Citadel gelangte er im Jahr 1958 in das Offizierskorps des US-Heeres. Dort wurde er als Leutnant der Infanterie zugeteilt. In der Army durchlief er anschließend alle Offiziersränge vom Leutnant bis zum Drei-Sterne-General.
Im Lauf seiner militärischen Karriere absolvierte Farris verschiedene Kurse und Schulungen. Dazu gehörten unter anderem die United States Army Ranger School, die U.S. Marine Corps Amphibious Warfare School und das United States Army War College. Außerdem erhielt er akademische Grade von der Florida State University und der Harvard Kennedy School.
In seinen jüngeren Jahren absolvierte Jack Farris den für Offiziere in den niederen Rangstufen üblichen Dienst in verschiedenen Einheiten und Standorten. Ende der 1960er Jahre war er Bataillonskommandeur im 173rd Airborne Brigade Combat Team. Dabei war er im Vietnamkrieg eingesetzt. Danach war er Stabsoffizier beim Hauptquartier der Allied Land Forces Southeastern Europe in Izmir in der Türkei. Im weiteren Verlauf seiner militärischen Karriere war er Dozent am Command and General Staff College, Stabsoffizier im Pentagon und Kommandeur des Infantry Training Centers in Fort Benning, dem heutigen Fort Moore, in Georgia. Es folgte seine Versetzung zur 4. Infanteriedivision, wo er zunächst Stabschef und dann stellvertretender Kommandeur war. Daran schloss sich eine Versetzung zur MacDill Air Force Base an, wo er dem Stab der Joint Deployment Agency angehörte. Im Jahr 1982 erfolgte seine Beförderung zum Generalmajor. Gleichzeitig wurde er stellvertretender Kommandeur des XVIII. Luftlandekorps. In dieser Eigenschaft war er im Oktober 1983 an der US-Invasion in Grenada beteiligt.
Im Jahr 1985 wurde Jack Farris nach Südkorea versetzt, wo er zunächst Stabsoffizier für Operationen des mit Südkorea gemeinschaftlich geführten ROK/US Combined Forces Command war. Zwischen Dezember 1985 und Juni 1988 kommandierte er als Nachfolger von Gary E. Luck die ebenfalls in Südkorea stationierte 2. Infanteriedivision. Nachdem er sein Kommando an Jack D. Woodall übergeben hatte, wurde er Stabschef beim United States Army Training and Doctrine Command. Danach wurde er stellvertretender Kommandeur des United States Indo-Pacific Commands in Camp H. M. Smith in Hawaii. 
Im Jahr 1991 schied Jack Farris aus dem aktiven Militärdienst aus. Er starb nach längerer Krankheit am 14. Dezember 2019.

## Orden und Auszeichnungen
Jack Farris erhielt im Lauf seiner militärischen Laufbahn unter anderem folgende Auszeichnungen:
- Army Distinguished Service Medal
- Legion of Merit
- Bronze Star Medal
- Distinguished Flying Cross
- Purple Heart